# Animal Crossing
Animal Crossing, även känd som Dōbutsu no Mori (どうぶつの森) i Japan, är ett livssimulator-TV-spel utvecklat av Nintendo EAD och publicerat av Nintendo. Det släpptes först i Japan till Nintendo 64 den 14 april 2001. Spelet sålde väldigt dåligt på grund av den drastiskt minskande marknaden för Nintendo 64-spel. Det lanserades därför aldrig utanför Japan men blev senare portat till Nintendo Gamecube och släpptes i följande regioner: Japan den 14 december 2001; Nordamerika den 15 september 2002; Australien den 17 oktober 2003 och Europa den 24 september 2004.
Denna version av Animal Crossing kan kommunicera med en Game Boy Advance på vilken det är möjligt att ladda ner och spela ett antal äldre NES-spel.

## NES-klassiker
Animal Crossing innehåller ett antal klassiska spel, ursprungligen utgivna för NES.
Dessa spel är bland annat följande:
- Balloon Fight
- Baseball
- Clu Clu Land
- Clu Clu Land D
- Donkey Kong
- Donkey Kong Jr.
- Donkey Kong Jr. Math
- Donkey Kong 3
- Golf
- Ice Climber
- Mario Bros.
- Pinball
- Punch-Out!!
- Tennis
- Wario's Woods

### Spel som endast är tillgängliga med hjälp av Action Replay
- The Legend of Zelda
- Super Mario Bros.

### Spel som endast finns i den japanska versionen
- Gomoku Narabe
- Mahjong

### Spel som i alla versioner utanför japan
- Excitebike
- Soccer

## Figurer

### Fasta figurer
- Blathers - Ugglan som jobbar på museet.
- Booker - En hund som har hand om borttappade prylar i polishuset.
- Copper - Polismästaren i staden.
- Kapp'n - Om man kopplar ihop Gamecuben med ett Game Boy Advance, tar Kapp'n med en till en tropisk ö.
- Katrina - En spåkvinna som kommer till din stad ibland. För 100 bells ger hon dig en spådom.
- Mable - En av systrarna Able som jobbar på "Able Sisters" där de syr kläder.
- Pelly - Jobbar dagtid på postkontoret.
- Pete - Flyger ut med posten.
- Phyllis - Jobbar kvälls/nattid på postkontoret.
- Porter - Finns vid järnvägsstationen. Gå och prata med honom om du vill resa till en kamrats stad.
- Rover - Katten som man träffar på tåget.
- Sable - En av systrarna Able som jobbar på "Able Sisters", där de syr kläder.
- Timmy - En av Tom Nooks brorsöner. Jobbar på Nookington (Tom Nooks affär)
- Tommy - En av Tom Nooks brorsöner. Jobbar på Nookington (Tom Nook's affär)
- Tom Nook - Äger den enda affären i staden.
- Tortimer - Borgmästare i staden. Han syns oftast på högtidsdagar.
- Wisp - Ett spöke som man kan stöta på mellan kl. 00.00 och 04.00. Ber dig leta efter fyra "spirits". Hittar man dessa får man en pryl.

### Återkommande figurer
- Wendell - Valross som dyker upp då och då, och är otroligt hungrig.
- Crazy Redd - Dyker upp då och då med sitt tält och erbjuder vanliga varor till hiskliga priser, men ibland också sådant som man inte hittar någon annanstans.
- Sahara - Kommer till din stad och säljer exotiska mattor.
- Gracie - En giraff som kommer med sin bil till staden ibland.
- Gulliver - En fiskmås som blir uppspolad på stranden i din stad en gång i veckan.
- Totakeke (K.K. Slider) - Spelar utanför järnvägsstationen varje lördagskväll. Hör honom jamma för dig och sen får du en soundcheck att stoppa in i din radio i ditt hus.

## Trivia
Karaktären K.K. Slider är kompositören Kazumi Totakas alterego.